# Anne de Mathan
Anne de Mathan, née en 1970, est une historienne française. Elle est spécialiste de l'histoire de la Révolution française et plus spécialement de l'histoire de la Gironde et de la Révolution en Bretagne.

## Biographie
Fille du mathématicien Bernard de Mathan, agrégée d'Histoire, docteur en histoire de l'université Michel de Montaigne Bordeaux III, maître de conférences à l'université de Bretagne Occidentale, faculté des Lettres et sciences humaines Victor Segalen de Brest depuis le 1er septembre 2000,  habilitée à diriger des recherches en histoire moderne (Université Paris 1, novembre 2017).
Depuis septembre 2019, Anne de Mathan est Professeur des Universités à la Faculté Humanités et Sciences Sociales de Normandie Université à Caen (Campus 1).

## Publications

### Ouvrages
- Histoires de Terreur. Les mémoires de François-Armand Cholet et d'Honoré Riouffe, Paris, Honoré Champion, 2014.  (ISBN 2745325671)[2]
- Girondins jusqu'au tombeau. Une révolte bordelaise dans la Révolution Française, Bordeaux, Éditions Sud-Ouest, 2004.  (ISBN 287901543X)[3],[4],[5],[6]
- Hommes de la Gironde. Acteurs, enjeux et modalités de l'insurrection de 1793, Lille, Presses du Septentrion, 2002[7].
- Mémoires de Terreur. L'an II à Bordeaux, Bordeaux, Presses Universitaires de Bordeaux, collection "Mémoire vive", 2002.  (ISBN 2867812887)[8].

### Direction d'ouvrages
- Jacques Cambry (1749-1807), Un Breton des Lumières au service de la construction nationale, Brest, CRBC-UBO ; Quimperlé, Société d'Histoire du Pays de Kemperle, 2008, 235 p.  (ISBN 2901737803)[9]
- La mer, la guerre et les affaires. Enjeux et réalités maritimes de la Révolution Française, Actes du colloque de Brest les 6 et 7 décembre 2014, Rennes, Presses Universitaires de Rennes, 2018, 357 p. (avec Pierrick Pourchasse et Philippe Jarnoux).  (ISBN 2753558973)
- Mémoires de la Révolution Française. Enjeux épistémologiques, jalons historiographiques et exemples inédits, Rennes, Presses Universitaires de Rennes, 2019.

### Collaborations à des ouvrages collectifs
- « Girondins », Nicolas Kada, Romain Pasquier, Claire Courtecuisse, Vincent Aubelle, Dictionnaire encyclopédique de la décentralisation, Boulogne-Billancourt, Berger-Levrault, 2017, p. 570-575.
- « Danton, le chef d’un groupe indulgent ? », Michel Biard, Hervé Leuwers, Danton. Le mythe et l’Histoire, Paris, Armand Colin, 2016, p. 113-126[10].
- « Profils révolutionnaires : des députés bretons à la Convention Nationale, 1792-1795 » (avec Philippe Jarnoux), Christian Bougeard et François Prigent, La Bretagne en portraits de groupes. Les enjeux de la méthode prosopographique (XVIIIe – XXe siècles), Brest, 19 et 20 juin 2014, CRBC/Association Maitron Bretagne, Rennes, PUR, 2016.
- « Postface », Yves Le Berre, La bataille de Kerguidu de Lan Inisan, édition bilingue, Brest, Centre de Recherche Bretonne et celtique, 2014.
- Introduction de la partie "Aquitaine", notices des 72 journaux des départements de Gironde, Dordogne, Lot-et-Garonne, Landes et Basses-Pyrénées, Gilles Feyel (dir.), Dictionnaire de la presse départementale de la Révolution Française, vol. 4, Ferney-Voltaire, Andrew Brown éditeur, 2014, p. 1-487.
- Notices : « Blancs », « Bleus », « Club Breton », « Cadoudal », « Carrier », « Charrette », « Chouannerie », « Départements », « Fédération », « Père Gérard », « Girondins », « Lanjuinais », « La Rouërie », « La Tour d'Auvergne », « Le Chapelier », « Machecoul », « Moreau », « Quiberon », « Révolution », « Savenay », « Le Vengeur », Alain Croix, Jean-Christophe Cassard, Jean-Yves Veillard et Jean-René Le Quéau (dir.), Dictionnaire d'Histoire de Bretagne, Morlaix, Skol Vreizh, 2008 .
- Biographies des députés des départements de Gironde, Dordogne, Lot-et-Garonne, Landes et Basses-Pyrénées, Edna Lemay (dir.), Dictionnaire des députés de l'Assemblée législative 1791-1792, Paris, Universitas, 2007.
- « Chapitre IX, Révolution et Révolutionnaires », Michel Figeac (dir.), L’Histoire des Bordelais au XVIIIe siècle, Bordeaux, Mollat, 2001.

### Articles
- " Le fédéralisme girondin. Histoire d'un mythe national" (Position d'Habilitation à Diriger des Recherches), Annales Historiques de la Révolution Française, n°393, 2018-3, p. 195-206.
- « 10 août 1792. L’Assemblée législative et la Commune de Paris, ou les conséquences politiques de la chute de la royauté », Parlement(s), 2017, n°2, p. 187-204. Lire en ligne.
- « Des lettres de Conventionnels à leurs concitoyens : une interface dans un processus de politisation réciproque », Annales Historiques de la Révolution Française, numéro spécial Actapol, 2015-3, n°381, p. 213-239. Lire en ligne..
- « "Des pierres pour Saturne". Une relecture des Mémoires des Girondins », Annales Historiques de la Révolution Française, 2013, juillet-septembre, n°373, p. 165-188. Lire en ligne.